# سكوت كيلي

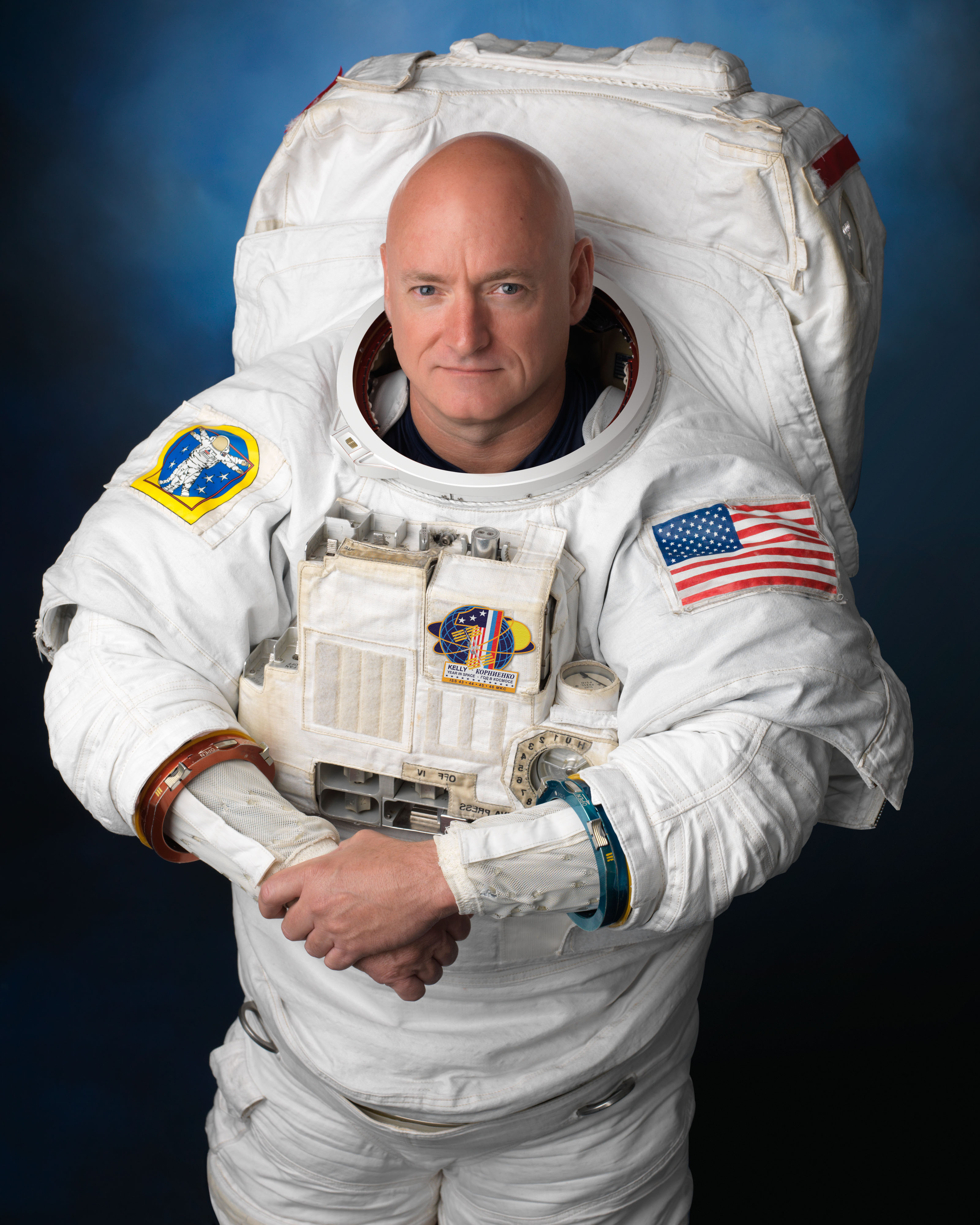
سكوت كيلي, صورة من ناسا

.
سكوت جوزيف كيلي (بالإنجليزية: Scott Joseph Kelly)‏ (ولد في 21 فبراير 1964) هو أحد رواد الفضاء الأميركيين. مهندس وكابتن متقاعد من ثلاث بعثات سابقة. تم اختيار كيلي في نوفمبر تشرين الثاني 2012 لبعثة لمدة عام خاصة إلى محطة الفضاء الدولية، التي بدأت في مارس اذار العام 2015. كيلي أدار محطة الفضاء الدولية (ISS) في البعثة 26.
له أخ توأم، مارك كيلي، وهو أيضا رائد فضاء سابق. الأخوان كيلي هما الأشقاء الوحيدين الذي سافرا إلى الفضاء.
كانت رحلة كيلي الفضائية الأولى كرائد فضاء في المكوك ديسكفري خلال STS-103 في ديسمبر كانون الأول عام 1999. وكانت هذه مهمة تقديم الخدمات الثالثة لـ تلسكوب هابل الفضائي، واستمرت لمدة اقل من ثمانية أيام. كان رحلته الفضائية الثانية كقائد مهمة STS-118، وهي مهمة مكوك الفضاء لمدة 12 يوما إلى محطة الفضاء الدولية في أغسطس 2007.
أصبح كيلي صاحب أطول مدة بقاء كعضو طاقم في محطة الفضاء الدولية يوم 9 أكتوبر 2010، بعد وصوله على متن مركبةالفضاء الروسية سويوز. وصل إلى المحطة خلال الحملة 25، بوصفه مهندس طيران،  ثم تولى قيادة المحطة يوم 25 نوفمبر 2010، في بداية البعثة 26 والتي بدأت رسميا عندما انفصلت المركبة الفضائيةسويوز TMA-19 وعلى متنها القائد السابق للمحطة، دوغلاس يلوك. تولي قيادة محطة الفضاء الدولية في مطلع عام 2015 في مهمة لسنة واحدة حتى 29 فبراير 2016، حيث نقل القيادة عند انتهاء مهمته إلى رائد الفضاء تيموثي كوبرا. سجل كيلي في أكتوبر 2015 رقما قياسيا لعدد الأيام التي قضاها في الفضاء من قبل رائد الفضاء أمريكي، 382 يوما.
في 12 مارس 2016 أعلن سكوت كيلي عزمه على التقاعد عن العمل في شهر أبريل 2016.
في عام 1916 أي قبل 100 عام من الآن لو أخبرت أحدهم أنك خرجت من كوكب الأرض في نزهة لطيفة وأمضيت عاماً كاملاً بعيداً عنها وحينما أكملت نزهتك عدت مرة أخرى كي تخبره بالأمر فربما كان رميك بالجنون هو أقل رد فعل له. لكن العلم وإرادة البشر يصنعان المعجزات مرة أخرى ويحققان ما ظنناه يوماً مستحيلاً.
خرجت علينا وكالات الأنباء من كل مكان لتخبرنا عن عودة رائد الفضاء الأمريكي سكوت كيلي سالماً إلى الأرض بعد رحلة استغرقت 340 يوماً في الفضاء ليصبح بذلك أكثر رائد فضاء أمريكي مكث في الفضاء، إذ قضى 340 يوما متتاليا خلال رحلته الأخيرة ومجموع 520 يومًا في جميع رحلاته الثلاث السابقة.
لماذا صعد سكوت كيلي إلى الفضاء؟
في السابع والعشرين من مارس/آذار عام 2015 انطلق الصاروخ الروسي سويوز من كازاخستان إلى الفضاء الخارجي حاملاً على متنه رائد الفضاء الأمريكي سكوت كيلي، والروسي ميخائيل كورنينكو، وعالم الكونيات سيرجي فولكوف. الغرض من الرحلة المطولة هو دراسة التغيرات الفسيولوجية والحركية على جسم الإنسان عند بقائه لفترة طويلة في الفضاء الخارجي تصل إلى عام كامل كما فعل سكوت وهو نفس الزمن الذي يستغرقه الإنسان في الوصول إلى كوكب المريخ وهو ما تسعى إليه ناسا بإرسال أول بشري إلى المريخ في الأعوام القادمة.
أثناء الرحلة
بعد صعود سكوت كيلي للفضاء ووصوله إلى محطة الفضاء الدولية مع زميليه الاثنين كورنينكو وفولكوف قام بالتقاط العديد من الصور الرائعة للأرض وإرسالها إلى ناسا ونشرها عبر حسابه على تويتر وإنستغرام.
“شاهدتُ مناظر رائعة من الفضاء، الأضواء الشمالية وهي تعبر جزر البهاماس، التي تنتج عن اصطدام أجزاء من هالة الشمس مشحونة كهربائيًا مع بعضها ودخولها إلى الغلاف الجوي للأرض” وهذه صورة لتلك الظاهرة من الفضاء التقطت يوم 27 أغسطس 2015.
وعلى بعد 220 ميل من سطح الأرض وبسرعة 17.500 ميل لكل ساعة دار سكوت كيلي عشرات المرات عبر محور الكرة الأرضية. وهذه صورة التقطها لأفريقيا.
من أشهر المسائل الفلكية المطروحة للنقاش منذ اكتشاف أينشتاين للنسبية قبل 100 عام هي معضلة التوأمان والتي تطرح تساؤلات هامة في حالة كان هناك توأمان على ظهر الأرض صعد أحدهما إلى الفضاء لفترة طويلة والآخر ظل على سطح الأرض فهل بعد عودة الأول ستحدث تغيرات كثيرة به عن أخيه التوأم؟ وهل سيزيد طولاً أو يقل وهل سيزيد في العمر أم لا؟
سكوت كيلي لديه بالفعل أخ توأم وهو رائد الفضاء السابق مارك كيلي والذي وافق على الخضوع لكافة الفحوصات المطلوبة لمقارنته مع أخيه سكوت بعد عودة سكوت من الفضاء، ما يُعد أول تجربة عملية تناقش هذه المسألة على توأمين مكث أحدهما فترة طويلة نسبياً في الفضاء.
وقد قال كيلي، مازحا عندما كان في الفضاء إنه سعيد لأنه سيصبح أطول من توأمه، رائد الفضاء السابق، مارك كيلي، إذ أكد أن الإنسان يصبح أطول حينما يمكث لمدة طويلة في الفضاء ولكن “ذلك لا يدوم”.
في طريق العودة
عاد سكوت كيلس وزملائه إلى الأرض في يوم 1 مارس 2016 ووصلوا سالمين إلى كازاخستان.
هنا صورة للباراشوت الذي حمل الكبسولة سويوز وبداخلها سكوت في طريق العودة لكوكب الأرض
بالطبع لم يسترح سكوت لتناول مشروب دافئ، بل قام بمجرد ملامسة قدماه لسطح الأرض بالقفز عالياً لمدة 3 دقائق وذلك لتحرير جسده من وضع الرقود الذي كان عليه. كذلك قام بمجموعة من التمارين الخاصة بالعضلات لتطوير أدائه الحركي بعد المكوث لهذه المدة الطويلة في الفضاء.
بعد ذلك سيتم إرسال سكوت فوراً إلى واشنطن حيث مقر وكالة الفضاء الأمريكية ناسا والتي ستقوم بإجراء فحوصات دقيقة للغاية عليه للتأكد من تأثير 340 يوما خارج الأرض على صحة الإنسان وذلك من خلال المحاور التالية:
الدماغ: هل العيش في الفضاء أثر على حالته النفسية؟ هل شعر بالاكتئاب وهل أثر ذلك على قدراته العقلية؟
الرؤية: هل تأثرت رؤية سكوت؟ وهل تحرك السوائل داخل جسده المتأثر بالجاذبية أدى إلى ضغط على العصب البصري لديه؟
العمليات الحيوية: سوف يتم أخذ عينات بول وبراز ودم ولعاب من سكوت وتحليلهم ومعرفة تأثير ذلك على جهازه المناعي ووظائفه الحيوية.
السلوك الإنساني: مدى تأثير بقاءه لفترة طويلة على كيفية اتخاذه القرارات ومعرفة التوقيت المناسب لتنفيذها ومدى دقة ما يقوم به من أعمال.
الأداء الحركي: كيف هي قوة عضلات سكوت وعظامه وأوعيته الدموية وقلبه؟ ستكون هذه الاختبارات مركزة على استجابة قدرة عضلاته على عمل تمارين خاصة ومدى الاستجابة لها.
الميكروبيولوجيا: سيتم معرفة مدى تراكم الميكروبات في جسد سكوت وهل اختلف ذلك ببقائه في الفضاء هذه المدة؟ وكيف تعامل جسده مع أنظمة التغذية الخاصة به وهو ما يؤثر بالطبع على جهازه المناعي ووظائف جسده الحيوية.
ولمزيد من التفصيل يمكنك رؤية الإنفوجرافيك التالي والذي قدمته ناسا لتوضيح الغرض العلمي من إرسال سكوت إلى الفضاء لمدة عام كامل.
بعض الصور للرحلة

## مهمة لعام واحد

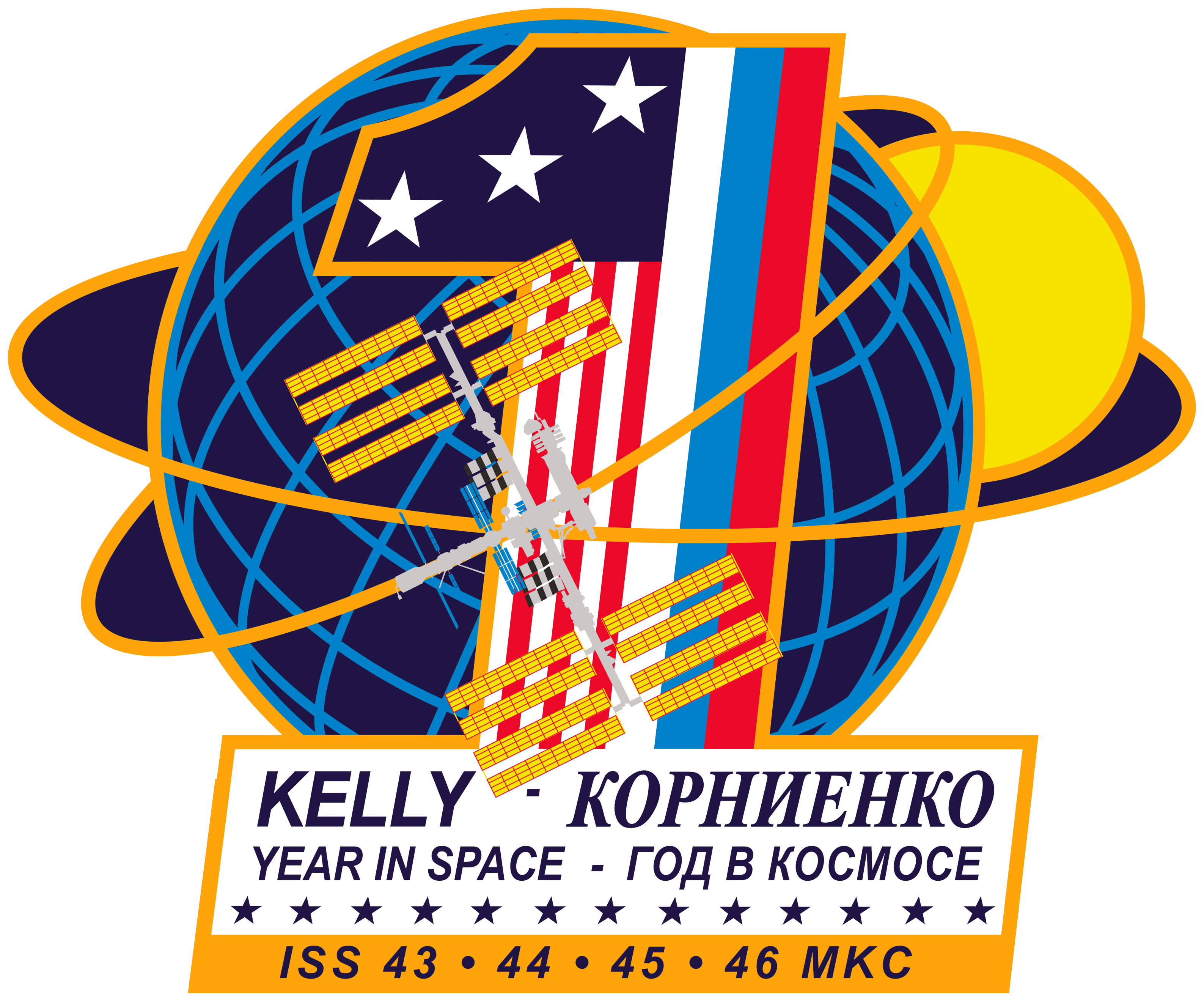
شعار المهمة لعام واحد

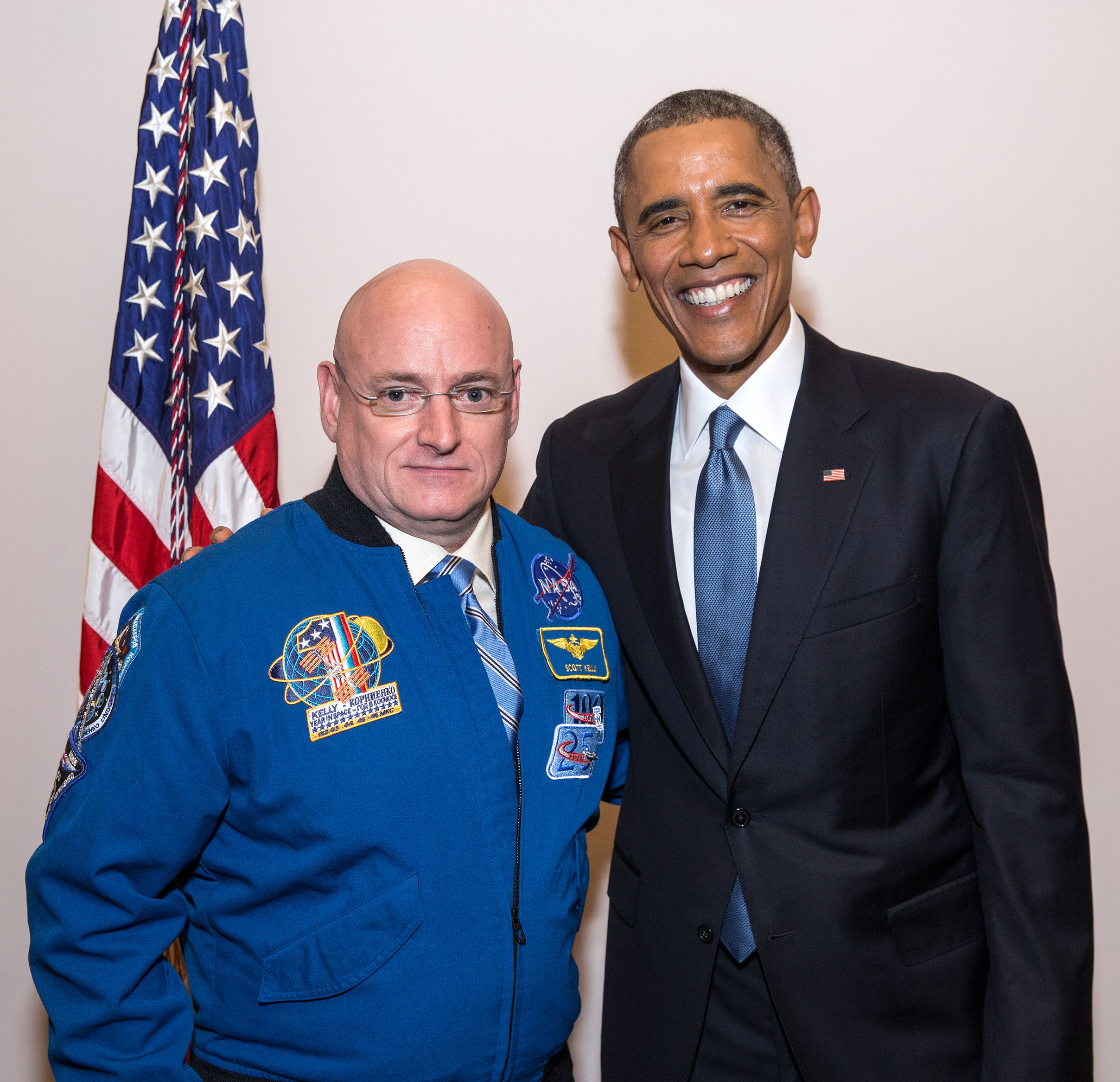
مع الرئيس الأمريكي باراك أوباما في يناير عام 2015

في نوفمبر من عام 2012، قامت وكالة ناسا ووكالة الفضاء الفيدرالية الروسية (روسكوزموس) وشركائها الدوليين باختيار اثنين من الرواد المخضرمين لمهمة تستمر لمدة عام واحد على متن محطة الفضاء الدولية في عام 2015. وتشمل هذه المهمة جمع البيانات الطبية والعلمية المهمة للاستكشاف البشري للنظام الشمسي في المستقبل والسفر في الفضاء لمدة طويلة. اختارت ناسا سكوت كيلي بينما أختارت روسكوزموس ميخائيل كورنينكو. انطلق كلا من كيلي وكورنيينكو على متن مركبة الفضاء الروسية سويوز من قاعدة بايكونور في كازاخستان يوم 27 مارس عام 2015. وقد هبط سكوت كيلي بسلام في 2 فبراير 2016، ويقوم اطباء الفضاء بتقييم القياسات التي اجروها على كل من سكوت ومارك الذي بقي على الأرض، لاتخاذ الاحطياطات اللازمة لسلامة رواد الفضاء الذين سوف يسافرون لمدد طويلة إلى الفضاءل، وتلافي الأعراض التي تخفض من حالاتهم الصحية والنفسية.
علاقة كيلي وكورنيينكو تمتد إلى وقت كان كيلي أحد أفراد الطاقم الاحتياطي لبعثة 23/24، حيث خدم كورنيينكو كمهندس طيران. هدف رحلتهم لمدة سنة على متن المختبر المداري هو فهم أفضل كيفية لتفاعل الجسم البشري في ظروف انعدام جاذبية الأرض على الإنسان والتكيف مع البيئة القاسية في الفضاء. سوف تسهم البيانات من البعثة لمدة 12 شهرا في إعادة تقييم أداء وصحة طاقم المحطة وستحدد أفضل وسيلة للحد من المخاطر المرتبطة بالاستكشاف المستقبلي للفضاء، حيث تخطط وكالة ناسا لبعثات فضائية حول القمر والكويكبات و‌المريخ. وسيشمل جزء من هذا البحث دراسة مقارنة عن التأثيرات الجينية لرحلات الفضاء مع شقيقه التوأم مارك سكوت كحالة للمقارنة موجودة على الأرض.
الشقيقان سكوت ومارك كيلي هما توأمان ولهما نفس التكوين الجيني. بناءا على ذلك تم احتيارهما من قبل ناسا لتقييم قدرة الإنسان على السفر إلى الفضاء لمدة طويلة. فقد زود أطباء الفضاء لدى ناسا الأخوين كيلي محسات لقياس مختلف العمليات الحيوية في جسم الإنسان : قياس ضغط الدم، تحليل البول، دقة النظر، نمو العضلات، كثافة العظام، التمثيل الغذائي، وعمل الأمعاء، وكذلك رعاية حالتهما النفسية بالحديث معهما وغير ذلك. وأرسلت ناسا سكوت إلى الفضاء لمدة عام وبقي مارك على الأرض كمرجع عياري لمقارنة تأثيرات الفضاء على سلامة وصحة سكوت، الذي يحوم حول الأرض.
انتهت الرحلة بسلام في فبراير 2016، ويهتم الأطباء حاليا بتقييم آثار الفضاء على سكوت كيلي وصحته.

## اقرأ أيضا
- طب الفضاء
- بعثة السنة الكاملة لمحطة الفضاء الدولية